# Jimmy Harrison
James "Jimmy" Henry Harrison (Louisville (Kentucky), 17 oktober 1900 - New York, 23 juli 1931) was een Amerikaanse jazz-trombonist en -zanger. Hij speelde onder meer in het orkest van Duke Ellington.
Harrison begon op zijn vijftiende trombone te spelen, daarna speelde en toerde hij met kleinere bands. In de jaren twintig werkte hij onder meer met en bij Fess Williams, June Clark en Billy Fowler, voordat hij kort een plaats innam in het orkest van Duke Ellington. Hierna speelde hij onder meer bij de groep van Fletcher Henderson en bij Charlie Johnson. Eind 1930 speelde hij mee tijdens de Chocolate Dandies-sessie met Benny Carter en Coleman Hawkins. Kort voor zijn dood was hij actief in de band van drummer Chick Webb.
Harrison is te horen op opnames van onder meer Henderson, Benny Carter, Fats Waller, Bessie Smith, Tommy Ladnier, Perry Bradford en Big Charlie Thomas.